# Мірра
Мі́рра (дав.-гр. Μύρρα), також Смі́рна (дав.-гр. Σμύρνα) — дочка й коханка Кініра (варіант: ассирійського царя Тіанта), яка пристрасно покохала рідного батька за намовою Афродіти, через те, що мати Мірри необачно заявила, що та є вродливішою за Афродиту.
Коли батько довідався про свій злочин, то хотів убити дочку, але боги перетворили її на миррове дерево, з якого через десять місяців народився Адоніс.